# K-549 Knjaz Vladimir
Il K-549 Knjaz Vladimir (in cirillico: АПЛ Князь Владимир) è un sottomarino lanciamissili balistici nucleare russo della classe Borei. Quarto esemplare della sua classe e primo secondo il progetto di ammodernamento "Borei-A", deve il suo nome al Gran Principe Vladimir I di Kiev. 
Attualmente è attivo nella Flotta del Nord.

## Storia

### Nome
Inizialmente il K-549 doveva essere chiamato St. Nicholas, in onore di San Nicola di Bari, patrono dei marinai, e in ricordo di due fregate a vela del XVIII secolo. In seguito venne scelto "Knjaz Vladimir", in onore del Gran Principe Vladimir I di Kiev, sotto il quale ebbe luogo la conversione al cristianesimo della Rus' di Kiev. Il K-549 è la terza imbarcazione a prendere quel nome.

### Caratteristiche
Il K-549 è la prima unità della sottoclasse del Progetto 955A e differisce per diverse modifiche dalle altre tre precedenti unità del Progetto 955. Queste modifiche includono importanti cambiamenti strutturali, una firma acustica ridotta - il che lo rende più silenzioso - e apparecchiature di comunicazione più moderne. Sebbene inizialmente progettarono altri quattro tubi di lancio (20 in totale), il 955A include 16 tubi missilistici, come il progetto 955.

### Costruzione
Nel corso del 2009 vennero preparate le basi per la produzione - sezioni dello scafo pressurizzato - mentre i lavori di costruzione iniziarono a dicembre. La cerimonia ufficiale di inaugurazione venne rinviata più volte:
- Dicembre 2009 - programma per il 22/12/2009;
- Febbraio 2012 - programma per il 18/03/2012;
- 21/03/2012 - programma per maggio 2012;
- 19/07/2012 - piano per il 30/07/2012.

Il motivo del rinvio era l'insoddisfazione dei rappresentanti del Ministero della Difesa per la trasparenza dei prezzi della nave, scomparsa solo entro la fine del 2011.
La cerimonia ufficiale di impostazione avvenne il 30 luglio 2012, con la partecipazione del presidente della Federazione Russa Vladimir Putin. Al sottomarino venne dato il nome "Knjaz Vladimir" e il numero di serie, il 204. 
Il 17 febbraio 2014, il servizio stampa della Sevmaš riferì che lo scafo principale della nave era stato formato e che le prove idrauliche dello scafo erano state completate con successo, dimostrando la robustezza della struttura. In seguito vennero eseguite l'installazione delle apparecchiature e i lavori di installazione elettrica, completati nel 2015.

### Storia operativa

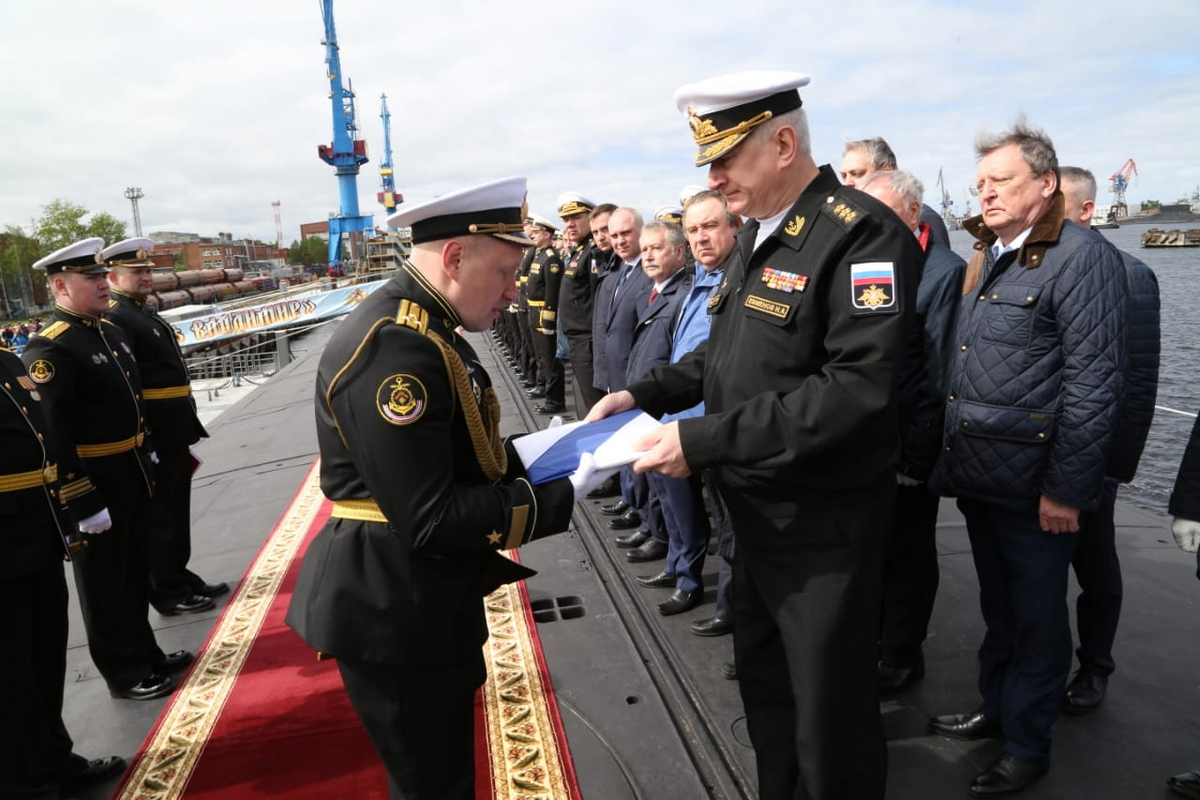
Cerimonia di accettazione del comando del sottomarino nucleare in servizio presso la Marina russa. Severodvinsk, 12 giugno 2020. Il comandante in capo della Marina, l'ammiraglio N. A. Evmenov, presenta la bandiera di Sant'Andrea al comandante del primo equipaggio del K-549, Vladislav Valer'evič Družin.

Il 17 novembre 2017 il sottomarino venne rimosso dalla darsena per il varo. In seguito, grazie ad un equipaggio formato presso il Navy Training Center e proveniente dalla Flotta del Nord, il K-549 superò tutti i test di fabbrica e di Stato.
Secondo quanto riportato dai media russi, il K-549 aveva completato tutti i test in mare e sarebbe dovuto entrare in servizio presso la Flotta del Nord nel 2019.
Ufficialmente però le prove di Stato in mare si conclusero il 22 maggio 2020, mentre sei giorni dopo venne firmato il certificato di accettazione del sottomarino presso l'associazione di produzione Sevmaš.
Il 12 giugno 2020, la bandiera di Sant'Andrea è stata issata sul sottomarino includendolo ufficialmente nella forza di combattimento della Marina russa. All'inizio del luglio del 2020, il K-549 effettuò una transizione tra le basi al suo sito di schieramento permanente a Gadžievo. In seguito venne assegnato alla 31ª divisione sottomarina della Flotta del Nord.
Alla fine di marzo 2021, nell’ambito dell’esercitazione Umka-2021, il K-549 emerse nell’Artico contemporaneamente ai sottomarini BS-64 e K-114.
Nel luglio 2021, effettuò il trasferimento a Kronštadt dove, insieme ai sottomarini K-157 Vepr e K-266 Orël, partecipò alla parata navale principale durante la celebrazione della Giornata della marina.

## Armamento

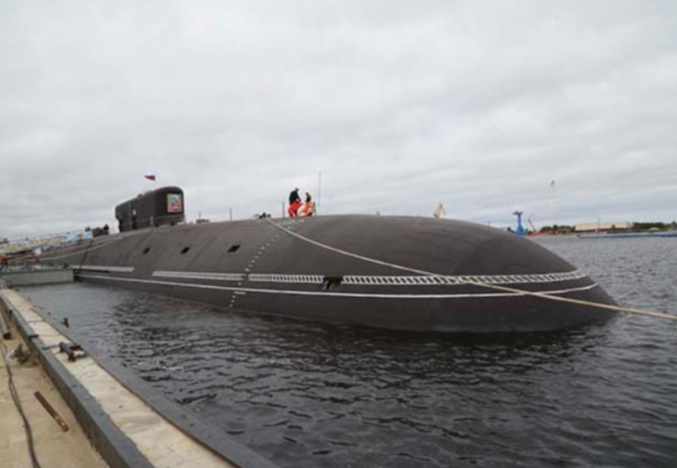
Il Knjaz Vladimir ormeggiato nel golfo di Finlandia il 9 luglio 2021

Il sottomarino nucleare "Knjaz Vladimir" è diverso dalle prime tre navi della serie ("Jurij Dolgorukij", "Aleksandr Nevskij" e "Vladimir Monomakh") grazie all'ammodernamento effettuato nei seguenti settori: rumore, manovra, mantenimento della profondità, controllo delle armi.
Inoltre, inizialmente i media avevano riferito che il numero di silos missilistici sui sottomarini del progetto Borej-A sarebbe stato aumentato a 20, ma il 20 febbraio 2013 questa informazione venne smentita. ma A giudicare dalla foto del sottomarino nucleare "Knjaz Vladimir", la posizione dei silos è stata cambiata e il numero di tubi lanciasiluri è stato ridotto da 8 tubi lanciasiluri (Borej) a 6 tubi lanciasiluri (Borej-A).
Il sommergibile è equipaggiato con 16 missili balistici R-30 Bulava e sistema difensivo missilistico trasportabile MANPADS.

## Comandanti
- 2016 - presente - Capitano di 1ª classe Vladislav Valer'evič Družin - 1° equipaggio.[17]

- 2017 - presente - Capitano di 1ª classe Aleksandr Aleksandrovič Manin - 2° equipaggio.[18]